# Polia nitens
Polia nitens là một loài bướm đêm trong họ Noctuidae.